# One-Eyed Jacks
One-Eyed Jacks (en español, El rostro impenetrable) es una película estadounidense de 1961 del género western dirigida por Marlon Brando, con actuación suya, además de la participación de Karl Malden y las actrices mexicanas Pina Pellicer y Katy Jurado.
Fue la primera y última película que dirigió Marlon Brando. Aunque se comenzó a rodar en 1958, se estrenó en 1960. En un principio la empezó a dirigir el director Stanley Kubrick, aunque tras varios meses sería despedido por desavenencias con Marlon Brando, quien terminó dirigiendo la película. La actriz Rosita Moreno colaboró como asesora técnica. 

## Argumento
Tras cometer el robo a un banco de una pequeña localidad en la frontera de México, Dad Longworth (Karl Malden) decide huir con todo el botín y abandonar a su amigo y compañero de felonías, Río (Marlon Brando), a su suerte. Tras ser arrestado por la justicia mexicana y pasar cinco años en la dura prisión de Sonora, Río consigue fugarse con el único objetivo de encontrar a su antiguo compañero y tomar venganza por su traición. Sin embargo, planeando el asalto de un banco de Monterrey (California), se encontrará con que el traidor es ahora el sheriff del pueblo, el cual ha pasado todos estos años temiendo su regreso. Río quedará perdidamente enamorado de la hijastra de Dad, Louisa (Pina Pellicer), lo que encenderá las iras del sheriff.

## Crítica
Gran parte de la crítica consideró que El rostro impenetrable era un megalómano vanity film y un ejercicio narcisista de su director-actor. Sin embargo su recepción en Europa fue muy buena, de tal modo que en julio de 1961 recibió la Concha de Oro en el Festival Internacional de cine de San Sebastián.
En los Estados Unidos, la respuesta no fue tan buena, y la película solamente fue candidata al Óscar a la mejor fotografía: el trabajo de su artífice, Charles Lang (1902 - 1998), recibió buenas críticas.

## Reparto
- Marlon Brando como Río
- Katy Jurado como María Longworth
- Karl Malden como el sheriff Dad Longworth
- Pina Pellicer como Louisa
- Ben Johnson como Bob Amory
- Slim Pickens como Lon Dedrick
- Larry Duran como Chico Modesto
- Sam Gilman como Harvey Johnson
- Timothy Carey como Howard Tetley